# Llista de topònims de l'Ametlla del Vallès
Llista de topònims (noms propis de lloc) del municipi de l'Ametlla del Vallès, al Vallès Oriental
Informació actualitzada per un bot. Els canvis manuals es perdran quan s'actualitzi!

## aqüeducte
| imatge | Nom                                 | Ubicat a             | instància de   | Detalls                       | coordenades                                                                        | Protecció                                  | Commons (més fotos)     | Dades a WD                    |
| ------ | ----------------------------------- | -------------------- | -------------- | ----------------------------- | ---------------------------------------------------------------------------------- | ------------------------------------------ | ----------------------- | ----------------------------- |
|        | Aqüeducte de Can Forns              | l'Ametlla del Vallès | aqüeducte pont | 20th century Estat: bon estat | 41° 39′ 59″ N, 2° 14′ 07″ E / 41.66639°N,2.23514°E ca:Can Forns 261 msnm           |                                            |                         | Modifica les dades a Wikidata |
|        | Aqüeducte de la Font de Ca l'Arenys | l'Ametlla del Vallès | aqüeducte pont | Estil: arquitectura popular   | 41° 40′ 11″ N, 2° 16′ 01″ E / 41.669778°N,2.267024°E ca:Enric Borràs / Ca l'Arenys | bé integrant del patrimoni cultural català | Aqueduct of Ca l'Arenys | Modifica les dades a Wikidata |

## arbre singular
| imatge | Nom                       | Ubicat a             | instància de   | Detalls      | coordenades                                                          | Protecció | Commons (més fotos) | Dades a WD                    |
| ------ | ------------------------- | -------------------- | -------------- | ------------ | -------------------------------------------------------------------- | --------- | ------------------- | ----------------------------- |
|        | alzina de Can Jaumira     | l'Ametlla del Vallès | arbre singular | 20th century | 41° 38′ 46″ N, 2° 15′ 41″ E / 41.64622°N,2.26152°E ca:Can Jaumira    |           |                     | Modifica les dades a Wikidata |
|        | xiprers de Can Pagès Vell | l'Ametlla del Vallès | arbre singular | 20th century | 41° 38′ 21″ N, 2° 16′ 23″ E / 41.63904°N,2.27302°E ca:Can Pagès Vell |           |                     | Modifica les dades a Wikidata |

## casa
| imatge | Nom                                          | Ubicat a             | instància de | Detalls                                                                                          | coordenades                                                                                     | Protecció                                  | Commons (més fotos)                             | Dades a WD                    |
| ------ | -------------------------------------------- | -------------------- | ------------ | ------------------------------------------------------------------------------------------------ | ----------------------------------------------------------------------------------------------- | ------------------------------------------ | ----------------------------------------------- | ----------------------------- |
|        | Cal Barber                                   | l'Ametlla del Vallès | casa         | Arquitecte: Manuel Joaquim Raspall i Mayol Estil: modernisme català arquitectura modernista 1904 | 41° 40′ 16″ N, 2° 15′ 40″ E / 41.671031°N,2.261118°E ca:Torregassa, 5                           | bé integrant del patrimoni cultural català | Cal Barber (l'Ametlla del Vallès)               | Modifica les dades a Wikidata |
|        | Can Casanoves (Mas Fabrera)                  | l'Ametlla del Vallès | casa         | 18th century                                                                                     | 41° 38′ 35″ N, 2° 15′ 28″ E / 41.64296°N,2.25787°E ca:Mas Fabrera. Polígon 3, parcel·la 48      |                                            |                                                 | Modifica les dades a Wikidata |
|        | Can Casanoves (Pinar i Portús)               | l'Ametlla del Vallès | casa         | 1932                                                                                             | 41° 38′ 35″ N, 2° 15′ 28″ E / 41.64298°N,2.25787°E ca:Can Carlons. Polígon 5, parcel·la 99      |                                            |                                                 | Modifica les dades a Wikidata |
|        | Can Fanés                                    | l'Ametlla del Vallès | casa         | Estil: arquitectura eclèctica 1935                                                               | 41° 40′ 07″ N, 2° 15′ 48″ E / 41.668659°N,2.26338°E ca:Torregassa, 49-51                        | bé integrant del patrimoni cultural català | Can Fanés (l'Ametlla del Vallès)                | Modifica les dades a Wikidata |
|        | Can Garriga                                  | l'Ametlla del Vallès | casa         | Estil: arquitectura eclèctica 20th century                                                       | 41° 40′ 05″ N, 2° 15′ 49″ E / 41.66803°N,2.263699°E ca:Torregassa, 24                           | bé integrant del patrimoni cultural català | Can Garriga (l'Ametlla del Vallès)              | Modifica les dades a Wikidata |
|        | Can Genís-Toni                               | l'Ametlla del Vallès | casa         | 17th century                                                                                     | 41° 38′ 33″ N, 2° 15′ 34″ E / 41.64241°N,2.25934°E ca:Mas Fabrera. Polígon 3, parcel·la 43      |                                            |                                                 | Modifica les dades a Wikidata |
|        | Can Piquer                                   | l'Ametlla del Vallès | casa         | 14th century                                                                                     | 41° 38′ 13″ N, 2° 16′ 25″ E / 41.63687°N,2.27367°E ca:Can Pagès.Polígon 2, parcel·la 120        |                                            |                                                 | Modifica les dades a Wikidata |
|        | Casa J. Blancher                             | l'Ametlla del Vallès | casa         | Estil: modernisme català arquitectura modernista 1906                                            | 41° 40′ 16″ N, 2° 15′ 40″ E / 41.671165°N,2.261021°E ca:C/ Torregassa, 3                        | bé integrant del patrimoni cultural català | Casa J. Blancher (l'Ametlla del Vallès)         | Modifica les dades a Wikidata |
|        | Casa del doctor Bassa                        | l'Ametlla del Vallès | casa         | Arquitecte: Manuel Joaquim Raspall i Mayol Estil: modernisme català arquitectura modernista 1906 | 41° 40′ 12″ N, 2° 15′ 43″ E / 41.669973°N,2.261911°E ca:C/Torregassa, 25.                       | bé integrant del patrimoni cultural català | El Cafè (l'Ametlla del Vallès)                  | Modifica les dades a Wikidata |
|        | Casa unifamiliar al carrer Sant Sebastià, 24 | l'Ametlla del Vallès | casa         |                                                                                                  | 41° 40′ 21″ N, 2° 15′ 51″ E / 41.67256°N,2.26407°E                                              | bé integrant del patrimoni cultural català | Carrer Sant Sebastià, 24 (l'Ametlla del Vallès) | Modifica les dades a Wikidata |
|        | Casa unifamiliar al carrer Sant Sebastià, 26 | l'Ametlla del Vallès | casa         |                                                                                                  | 41° 40′ 22″ N, 2° 15′ 53″ E / 41.672679°N,2.264615°E                                            | bé integrant del patrimoni cultural català | Carrer Sant Sebastià, 26 (l'Ametlla del Vallès) | Modifica les dades a Wikidata |
|        | Conjunt de cases al carrer Torregassa        | l'Ametlla del Vallès | casa         | Estil: arquitectura eclèctica                                                                    | 41° 40′ 06″ N, 2° 15′ 51″ E / 41.668204°N,2.264118°E                                            | bé integrant del patrimoni cultural català | Conjunt de cases al carrer Torregassa           | Modifica les dades a Wikidata |
|        | Villa Rosita                                 | l'Ametlla del Vallès | casa         | Arquitecte: Jaume Soler Estil: modernisme català arquitectura modernista 20th century            | 41° 40′ 12″ N, 2° 15′ 38″ E / 41.669928°N,2.260542°E ca:Francesc Macià, 8                       | bé integrant del patrimoni cultural català | Villa Rosita (l'Ametlla del Vallès)             | Modifica les dades a Wikidata |
|        | Vil·la Lola                                  | l'Ametlla del Vallès | casa         | Arquitecte: Ramon Ribera i Rodríguez Estil: arquitectura modernista 1909                         | 41° 40′ 09″ N, 2° 15′ 44″ E / 41.669048°N,2.262294°E ca:Carrer Torregassa - Carrer Pompeu Fabra | bé integrant del patrimoni cultural català | Vil·la Lola (l'Ametlla del Vallès)              | Modifica les dades a Wikidata |
|        | can Torns                                    | l'Ametlla del Vallès | casa         | Estil: arquitectura gòtica 16th century                                                          | 41° 40′ 24″ N, 2° 15′ 33″ E / 41.673412°N,2.259299°E ca:Carrer Major, 6 317 msnm                | bé integrant del patrimoni cultural català | Can Torns                                       | Modifica les dades a Wikidata |

## edifici
| imatge | Nom                   | Ubicat a             | instància de                  | Detalls                                                      | coordenades                                                                                          | Protecció                                  | Commons (més fotos) | Dades a WD                    |
| ------ | --------------------- | -------------------- | ----------------------------- | ------------------------------------------------------------ | --- | ------------------------------------------ | ------------------- | ----------------------------- |
|        | Casa Jiménez de Parga | l'Ametlla del Vallès | edifici                       |                                                              | | bé integrant del patrimoni cultural català |                     | Modifica les dades a Wikidata |
|        | Casa Uriach           | l'Ametlla del Vallès | edifici habitatge unifamiliar | Arquitecte: Josep Antoni Coderch i de Sentmenat Manuel Valls | 41° 39′ 50″ N, 2° 15′ 42″ E / 41.664°N,2.2618°E ca:carrer del Prat 12-14, 08480 L’Ametlla del Vallès |                                            |                     | Modifica les dades a Wikidata |
|        | la Sala               | l'Ametlla del Vallès | edifici                       |                                                              | 41° 40′ 13″ N, 2° 15′ 43″ E / 41.6703261744902°N,2.26203677411273°E                                  |                                            |                     | Modifica les dades a Wikidata |

## entitat singular de població
| imatge | Nom                  | Ubicat a             | instància de                                   | Detalls  | coordenades                                                                | Protecció | Commons (més fotos)  | Dades a WD                    |
| ------ | -------------------- | -------------------- | ---------------------------------------------- | -------- | -------------------------------------------------------------------------- | --------- | -------------------- | ----------------------------- |
|        | Can Plantada         | l'Ametlla del Vallès | entitat singular de població                   | 27 hab   | 41° 39′ 04″ N, 2° 14′ 54″ E / 41.650978584382°N,2.2483068839227°E 206 msnm |           |                      | Modifica les dades a Wikidata |
|        | Can Reixac           | l'Ametlla del Vallès | entitat singular de població                   | 211 hab  | 41° 39′ 09″ N, 2° 15′ 38″ E / 41.652549°N,2.260453°E 230 msnm              |           |                      | Modifica les dades a Wikidata |
|        | Mas Dorca            | l'Ametlla del Vallès | entitat singular de població                   | 273 hab  | 41° 39′ 02″ N, 2° 16′ 08″ E / 41.650606°N,2.269018°E 245 msnm              |           | Mas Dorca            | Modifica les dades a Wikidata |
|        | Mas Fabrera          | l'Ametlla del Vallès | entitat singular de població                   | 558 hab  | 41° 38′ 37″ N, 2° 15′ 20″ E / 41.64365080486°N,2.25562885048666°E 217 msnm |           |                      | Modifica les dades a Wikidata |
|        | Pinar i Portús       | l'Ametlla del Vallès | entitat singular de població                   | 342 hab  | 41° 40′ 09″ N, 2° 14′ 16″ E / 41.669155°N,2.237908°E 250 msnm              |           |                      | Modifica les dades a Wikidata |
|        | Santa Creu           | l'Ametlla del Vallès | entitat singular de població                   | 957 hab  | 41° 40′ 26″ N, 2° 15′ 00″ E / 41.67378056°N,2.25006667°E 328 msnm          |           |                      | Modifica les dades a Wikidata |
|        | el Serrat de l'Ocata | l'Ametlla del Vallès | entitat singular de població                   | 2639 hab | 41° 41′ 55″ N, 2° 14′ 39″ E / 41.69872778°N,2.24409167°E 622 msnm          |           | El Serrat de l'Ocata | Modifica les dades a Wikidata |
|        | l'Ametlla del Vallès | l'Ametlla del Vallès | entitat singular de població capital municipal | 4441 hab | 41° 40′ 14″ N, 2° 15′ 45″ E / 41.67042597°N,2.2625552°E 292 msnm           |           |                      | Modifica les dades a Wikidata |

## església
| imatge | Nom                                             | Ubicat a             | instància de | Detalls                         | coordenades                                                                   | Protecció                                  | Commons (més fotos)                            | Dades a WD                    |
| ------ | ----------------------------------------------- | -------------------- | ------------ | ------------------------------- | ----------------------------------------------------------------------------- | ------------------------------------------ | ---------------------------------------------- | ----------------------------- |
|        | Sant Genís de l'Ametlla                         | l'Ametlla del Vallès | església     | Estil: arquitectura barroca 906 | 41° 40′ 26″ N, 2° 15′ 35″ E / 41.67375556°N,2.25961389°E ca:Pl. de l'Església | bé integrant del patrimoni cultural català | Sant Genís de l'Ametlla del Vallès             | Modifica les dades a Wikidata |
|        | Sant Nicolau de Puig Castellar                  | l'Ametlla del Vallès | església     |                                 | 41° 40′ 40″ N, 2° 15′ 38″ E / 41.67766667°N,2.26046667°E                      |                                            | Ermita de Sant Nicolau de l'Ametlla del Vallès | Modifica les dades a Wikidata |
|        | Sant Tomàs de Ca n'Anglada                      | l'Ametlla del Vallès | església     |                                 | 41° 40′ 22″ N, 2° 15′ 35″ E / 41.67267778°N,2.25980556°E                      |                                            |                                                | Modifica les dades a Wikidata |
|        | capella de la Mare de Déu de Lorda de l'Ametlla | l'Ametlla del Vallès | església     |                                 | 41° 40′ 27″ N, 2° 15′ 36″ E / 41.67429167°N,2.25989444°E 325.5 msnm           |                                            | Capella de la Mare de Déu de l'Ametlla         | Modifica les dades a Wikidata |

## masia
| imatge | Nom                    | Ubicat a             | instància de     | Detalls                                                                   | coordenades | Protecció                                            | Commons (més fotos)                   | Dades a WD                    |
| ------ | ---------------------- | -------------------- | ---------------- | ------------------------------------------------------------------------- | --- | ---------------------------------------------------- | ------------------------------------- | ----------------------------- |
|        | Ca l'Alzina            | l'Ametlla del Vallès | masia            |                                                                           | 41° 39′ 51″ N, 2° 14′ 24″ E / 41.6640841687473°N,2.23991054851013°E                                                         |                                                      |                                       | Modifica les dades a Wikidata |
|        | Ca l'Arenys            | l'Ametlla del Vallès | masia            | Estil: arquitectura gòtica 15th century                                   | 41° 40′ 09″ N, 2° 16′ 00″ E / 41.66922°N,2.266653°E ca:Ca l'Arenys, 10                                                      | bé integrant del patrimoni cultural català           | Ca l'Arenys (l'Ametlla del Vallès)    | Modifica les dades a Wikidata |
|        | Ca n'Anglada           | l'Ametlla del Vallès | masia            | Estil: modernisme català arquitectura modernista 1518                     | 41° 40′ 22″ N, 2° 15′ 34″ E / 41.672741°N,2.259525°E ca:Carrer Major 18                                                     | bé integrant del patrimoni cultural català           | Ca n'Anglada (l'Ametlla del Vallès)   | Modifica les dades a Wikidata |
|        | Ca n'Antoja            | l'Ametlla del Vallès | masia            | Estil: arquitectura popular 17th century                                  | 41° 40′ 00″ N, 2° 15′ 45″ E / 41.666572°N,2.262503°E ca:C/ Pompeu Fabra, 25                                                 | bé integrant del patrimoni cultural català           | Ca n'Antoja (l'Ametlla del Vallès)    | Modifica les dades a Wikidata |
|        | Can Bachs              | l'Ametlla del Vallès | masia            | Arquitecte: Manuel Joaquim Raspall i Mayol Estil: arquitectura modernista | 41° 40′ 24″ N, 2° 15′ 33″ E / 41.673414°N,2.259145°E ca:Plaça Vella, 1                                                      | bé integrant del patrimoni cultural català           | Can Bachs (l'Ametlla del Vallès)      | Modifica les dades a Wikidata |
|        | Can Calces             | l'Ametlla del Vallès | masia            | 15th century                                                              | 41° 42′ 00″ N, 2° 14′ 34″ E / 41.6999602854673°N,2.24278123538884°E ca:Serrat de l'Ocata. Polígon 1, parcel·la 4            |                                                      |                                       | Modifica les dades a Wikidata |
|        | Can Camp               | l'Ametlla del Vallès | masia            | Estat: enderrocat o destruït                                              | 41° 39′ 49″ N, 2° 15′ 34″ E / 41.6637°N,2.25956944°E 259 msnm                                                               |                                                      | Can Camp (l'Ametlla del Vallès)       | Modifica les dades a Wikidata |
|        | Can Carlons            | l'Ametlla del Vallès | masia            | 19th century                                                              | 41° 40′ 04″ N, 2° 14′ 34″ E / 41.6677684070257°N,2.2426901084801°E ca:Can Carlons. Polígon 5, parcel·la 99                  |                                                      |                                       | Modifica les dades a Wikidata |
|        | Can Castany            | l'Ametlla del Vallès | masia            |                                                                           | 41° 39′ 10″ N, 2° 15′ 50″ E / 41.652880894863°N,2.26389704034°E                                                             |                                                      |                                       | Modifica les dades a Wikidata |
|        | Can Coromines          | l'Ametlla del Vallès | masia            | Estil: arquitectura popular                                               | 41° 40′ 22″ N, 2° 15′ 26″ E / 41.67278°N,2.257206°E ca:Can Coromines, 5                                                     | bé integrant del patrimoni cultural català           | Can Coromines (l'Ametlla del Vallès)  | Modifica les dades a Wikidata |
|        | Can Diví               | Can Diví             | masia            |                                                                           | 41° 39′ 30″ N, 2° 15′ 39″ E / 41.658417°N,2.260778°E 237.5 msnm                                                             |                                                      | Can Diví (l'Ametlla del Vallès)       | Modifica les dades a Wikidata |
|        | Can Draper             | l'Ametlla del Vallès | masia casa forta | Estil: arquitectura del Renaixement 16th century                          | 41° 39′ 43″ N, 2° 15′ 53″ E / 41.6619°N,2.26472°E ca:A l'entrada del municipi, a 200 m de l'autovia de l'Ametlla 252.3 msnm | bé d'interès cultural bé cultural d'interès nacional | Can Draper                            | Modifica les dades a Wikidata |
|        | Can Feliu              | l'Ametlla del Vallès | masia xalet      | Estil: arquitectura popular 20th century                                  | 41° 40′ 01″ N, 2° 14′ 41″ E / 41.666853°N,2.244649°E ca:Can Carlons. Polígon 5, parcel·la 21                                | bé integrant del patrimoni cultural català           | Can Feliu (Ametlla del Vallès)        | Modifica les dades a Wikidata |
|        | Can Forns              | l'Ametlla del Vallès | masia            |                                                                           | 41° 39′ 59″ N, 2° 14′ 53″ E / 41.6662637984825°N,2.24811315973932°E ca:Can Forns. Polígon 5, parcel·la 18                   |                                                      |                                       | Modifica les dades a Wikidata |
|        | Can Fàbregues del Bosc | l'Ametlla del Vallès | masia            | Estil: arquitectura popular 16th century                                  | 41° 39′ 59″ N, 2° 14′ 07″ E / 41.6663°N,2.23536°E ca:Can Fàbregas del Bosc. Polígon 5, parcel·la 67 212.9 msnm              | bé integrant del patrimoni cultural català           | Can Fàbregas del Bosc                 | Modifica les dades a Wikidata |
|        | Can Ganduixer          | l'Ametlla del Vallès | masia            |                                                                           | 41° 39′ 15″ N, 2° 15′ 20″ E / 41.6541068363146°N,2.25543641466549°E                                                         |                                                      |                                       | Modifica les dades a Wikidata |
|        | Can Girbau             | l'Ametlla del Vallès | masia            |                                                                           | 41° 38′ 07″ N, 2° 16′ 36″ E / 41.635191534067°N,2.27654507463429°E                                                          |                                                      |                                       | Modifica les dades a Wikidata |
|        | Can Grau               | l'Ametlla del Vallès | masia            |                                                                           | 41° 39′ 52″ N, 2° 14′ 10″ E / 41.6644373545352°N,2.23612270943729°E                                                         |                                                      |                                       | Modifica les dades a Wikidata |
|        | Can Guineu             | l'Ametlla del Vallès | masia            |                                                                           | 41° 39′ 28″ N, 2° 14′ 51″ E / 41.6577117521694°N,2.24745598392679°E                                                         |                                                      |                                       | Modifica les dades a Wikidata |
|        | Can Jaumira            | l'Ametlla del Vallès | masia            | 15th century                                                              | 41° 38′ 44″ N, 2° 15′ 42″ E / 41.64566038195°N,2.2615776156066°E ca:Can Jaumira. Polígon 3, parcel·la 25                    |                                                      |                                       | Modifica les dades a Wikidata |
|        | Can Malitre            | l'Ametlla del Vallès | masia            |                                                                           | 41° 39′ 49″ N, 2° 14′ 10″ E / 41.6635726608582°N,2.23612091830968°E 207 msnm                                                |                                                      |                                       | Modifica les dades a Wikidata |
|        | Can Mestres            | l'Ametlla del Vallès | masia            |                                                                           | 41° 41′ 54″ N, 2° 14′ 36″ E / 41.6983790457092°N,2.24338866785436°E                                                         |                                                      |                                       | Modifica les dades a Wikidata |
|        | Can Millet             | l'Ametlla del Vallès | masia            | Arquitecte: Manuel Joaquim Raspall i Mayol Estil: modernisme català       | 41° 40′ 28″ N, 2° 15′ 31″ E / 41.67450833°N,2.25864444°E ca:Ctra. de Puiggraciós, 1 328.2 msnm                              | bé integrant del patrimoni cultural català           | Can Xammar de Dalt                    | Modifica les dades a Wikidata |
|        | Can Moller             | l'Ametlla del Vallès | masia            |                                                                           | 41° 39′ 56″ N, 2° 14′ 00″ E / 41.6656078844311°N,2.23335814479482°E                                                         |                                                      |                                       | Modifica les dades a Wikidata |
|        | Can Moret              | l'Ametlla del Vallès | masia            |                                                                           | 41° 39′ 45″ N, 2° 14′ 16″ E / 41.6626374353161°N,2.23770546073277°E                                                         |                                                      |                                       | Modifica les dades a Wikidata |
|        | Can Muntaner           | l'Ametlla del Vallès | masia            |                                                                           | 41° 40′ 20″ N, 2° 15′ 18″ E / 41.6723530958233°N,2.25510604590988°E                                                         |                                                      | Can Muntaner (l'Ametlla del Vallès)   | Modifica les dades a Wikidata |
|        | Can Muntanyola         | l'Ametlla del Vallès | masia            |                                                                           | 41° 40′ 11″ N, 2° 15′ 46″ E / 41.6697448419064°N,2.26268008633925°E                                                         |                                                      |                                       | Modifica les dades a Wikidata |
|        | Can Mílio              | l'Ametlla del Vallès | masia            |                                                                           | 41° 39′ 50″ N, 2° 14′ 22″ E / 41.6637834613654°N,2.23938557573062°E                                                         |                                                      |                                       | Modifica les dades a Wikidata |
|        | Can Noble              | l'Ametlla del Vallès | masia            | Arquitecte: Josep Pratmarsó i Parera 20th century                         | 41° 39′ 51″ N, 2° 16′ 14″ E / 41.6642563783146°N,2.27065840053102°E ca:C/ Llerona                                           |                                                      |                                       | Modifica les dades a Wikidata |
|        | Can Pagès              | l'Ametlla del Vallès | masia            |                                                                           | 41° 38′ 24″ N, 2° 16′ 12″ E / 41.640085961593°N,2.26998243910331°E                                                          |                                                      |                                       | Modifica les dades a Wikidata |
|        | Can Pagès Nou          | l'Ametlla del Vallès | masia            | 17th century                                                              | 41° 38′ 22″ N, 2° 16′ 38″ E / 41.639419°N,2.277172°E ca:Crtra. BV-1439. Trencall km. 3                                      | bé integrant del patrimoni cultural català           | Can Pagès Nou (l'Ametlla del Vallès)  | Modifica les dades a Wikidata |
|        | Can Pagès Vell         | l'Ametlla del Vallès | masia            | Estil: arquitectura eclèctica 19th century                                | 41° 38′ 19″ N, 2° 16′ 19″ E / 41.638683°N,2.27185°E ca:Crtra. BV-1439. Trencall km. 3 208 msnm                              | bé integrant del patrimoni cultural català           | Can Pagès Vell (l'Ametlla del Vallès) | Modifica les dades a Wikidata |
|        | Can Palau              | l'Ametlla del Vallès | masia            |                                                                           | 41° 39′ 47″ N, 2° 14′ 45″ E / 41.6631057656134°N,2.24589174753587°E                                                         |                                                      |                                       | Modifica les dades a Wikidata |
|        | Can Panxa Rossa        | l'Ametlla del Vallès | masia            | 15th century                                                              | 41° 42′ 01″ N, 2° 14′ 36″ E / 41.7003506458904°N,2.24324537271482°E ca:Serrat de l'Ocata. Polígon 1, parcel·la 3            |                                                      |                                       | Modifica les dades a Wikidata |
|        | Can Parellada          | l'Ametlla del Vallès | masia            | 13rd century                                                              | 41° 38′ 38″ N, 2° 14′ 50″ E / 41.643765639701°N,2.2471899525709°E ca:Can Plantada                                           |                                                      |                                       | Modifica les dades a Wikidata |
|        | Can Pau Adjutori       | l'Ametlla del Vallès | masia            | 14th century                                                              | 41° 38′ 22″ N, 2° 15′ 16″ E / 41.639309407358°N,2.254445970808°E ca:Can Pau Adjutori. Polígon 3, parcel·la 62               |                                                      |                                       | Modifica les dades a Wikidata |
|        | Can Penedes            | l'Ametlla del Vallès | masia            |                                                                           | 41° 39′ 30″ N, 2° 14′ 50″ E / 41.6583411797368°N,2.24729251874437°E                                                         |                                                      |                                       | Modifica les dades a Wikidata |
|        | Can Plandolit          | Can Plantada         | masia            | Estil: arquitectura popular 13rd century                                  | 41° 38′ 56″ N, 2° 15′ 08″ E / 41.64896°N,2.252184°E ca:Polígon 3, parcel·la 116 194 msnm                                    | bé integrant del patrimoni cultural català           | Can Plandolit                         | Modifica les dades a Wikidata |
|        | Can Plantada           | Can Plantada         | masia            | Estil: arquitectura popular                                               | 41° 39′ 07″ N, 2° 14′ 57″ E / 41.6519°N,2.24915°E ca:Polígon 4, parcel·la 61 204 msnm                                       | bé integrant del patrimoni cultural català           | Can Plantada (l'Ametlla del Vallès)   | Modifica les dades a Wikidata |
|        | Can Ponç               | l'Ametlla del Vallès | masia            |                                                                           | 41° 39′ 54″ N, 2° 14′ 18″ E / 41.6650460456171°N,2.23826562893775°E                                                         |                                                      |                                       | Modifica les dades a Wikidata |
|        | Can Reixac             | l'Ametlla del Vallès | masia            |                                                                           | 41° 39′ 15″ N, 2° 15′ 43″ E / 41.6542201733163°N,2.26183633641888°E                                                         |                                                      |                                       | Modifica les dades a Wikidata |
|        | Can Rit                | l'Ametlla del Vallès | masia            | 15th century                                                              | 41° 42′ 00″ N, 2° 14′ 35″ E / 41.6999899169569°N,2.24317749217088°E ca:Serrat de l'Ocata. Polígon 1, parcel·la 5            |                                                      |                                       | Modifica les dades a Wikidata |
|        | Can Rodoreda           | l'Ametlla del Vallès | masia            |                                                                           | 41° 39′ 13″ N, 2° 15′ 43″ E / 41.6534907269069°N,2.26185667468727°E                                                         |                                                      |                                       | Modifica les dades a Wikidata |
|        | Can Rosari             | l'Ametlla del Vallès | masia            | 14th century                                                              | 41° 38′ 32″ N, 2° 15′ 53″ E / 41.6423582576709°N,2.26472147549039°E ca:Mas Fabrera.Polígon 3, parcel·la 41                  |                                                      |                                       | Modifica les dades a Wikidata |
|        | Can Roses              | l'Ametlla del Vallès | masia            | 17th century                                                              | 41° 41′ 55″ N, 2° 14′ 34″ E / 41.6986903897387°N,2.24279613280297°E ca:Serrat de l'Ocata. Polígon 1, parcel·la 8            |                                                      |                                       | Modifica les dades a Wikidata |
|        | Can Sarral             | l'Ametlla del Vallès | masia            |                                                                           | 41° 39′ 10″ N, 2° 15′ 51″ E / 41.6528658979487°N,2.26414562419246°E                                                         |                                                      |                                       | Modifica les dades a Wikidata |
|        | Can Se-n'hi-queda      | l'Ametlla del Vallès | masia            |                                                                           | 41° 39′ 32″ N, 2° 14′ 56″ E / 41.6588742374376°N,2.24891976230195°E                                                         |                                                      |                                       | Modifica les dades a Wikidata |
|        | Can Serrat             | l'Ametlla del Vallès | masia            |                                                                           | 41° 39′ 01″ N, 2° 15′ 55″ E / 41.6501522429023°N,2.2651612502567°E                                                          |                                                      |                                       | Modifica les dades a Wikidata |
|        | Can Soler Marí         | l'Ametlla del Vallès | masia            |                                                                           | 41° 39′ 07″ N, 2° 15′ 54″ E / 41.6518259114139°N,2.26490204119333°E                                                         |                                                      |                                       | Modifica les dades a Wikidata |
|        | Can Valls              | l'Ametlla del Vallès | masia            |                                                                           | 41° 38′ 43″ N, 2° 15′ 19″ E / 41.6454058212543°N,2.25541651927829°E ca:Mas Fabrera. Polígon 3, parcel·la 88                 |                                                      |                                       | Modifica les dades a Wikidata |
|        | Can València           | l'Ametlla del Vallès | masia            |                                                                           | 41° 40′ 04″ N, 2° 14′ 39″ E / 41.6678053885941°N,2.24420322824635°E 282 msnm                                                |                                                      | Can València (l'Ametlla del Vallès)   | Modifica les dades a Wikidata |
|        | Can Viaplana           | l'Ametlla del Vallès | masia            |                                                                           | 41° 39′ 42″ N, 2° 14′ 42″ E / 41.6616314905163°N,2.24496006585525°E                                                         |                                                      |                                       | Modifica les dades a Wikidata |
|        | Can Viver              | l'Ametlla del Vallès | masia            | Estil: arquitectura popular 16th century                                  | 41° 40′ 24″ N, 2° 15′ 32″ E / 41.673322°N,2.258834°E ca:Plaça Vella, 3                                                      | bé integrant del patrimoni cultural català           | Can Viver (l'Ametlla del Vallès)      | Modifica les dades a Wikidata |
|        | Can Xacó               | l'Ametlla del Vallès | masia            | 16th century                                                              | 41° 41′ 57″ N, 2° 14′ 36″ E / 41.6991271269791°N,2.24346402611988°E ca:Serrat de l'Ocata. Polígon 1, parcel·la 7            |                                                      | Can Xacó (l'Ametlla del Vallès)       | Modifica les dades a Wikidata |
|        | Can Xammar de Baix     | l'Ametlla del Vallès | masia            | Estil: Renaixement 1649                                                   | 41° 40′ 28″ N, 2° 15′ 36″ E / 41.6744°N,2.26°E ca:Mare de Déu de Puiggraciós, 4 204 msnm                                    | bé integrant del patrimoni cultural català           | Can Xammar de Baix                    | Modifica les dades a Wikidata |
|        | Mas Dorca              | l'Ametlla del Vallès | masia            |                                                                           | 41° 39′ 05″ N, 2° 16′ 09″ E / 41.651417°N,2.269099°E 241 msnm                                                               |                                                      | Mas Dorca (masia)                     | Modifica les dades a Wikidata |
|        | Mas Fabrera            | l'Ametlla del Vallès | masia            | 14th century                                                              | 41° 38′ 36″ N, 2° 15′ 30″ E / 41.64326°N,2.25826°E ca:Mas Fabrera.                                                          |                                                      |                                       | Modifica les dades a Wikidata |
|        | Mas Vador              | l'Ametlla del Vallès | masia            |                                                                           | 41° 38′ 44″ N, 2° 15′ 43″ E / 41.6455643391171°N,2.2618390806189°E                                                          |                                                      |                                       | Modifica les dades a Wikidata |
|        | Puigllonell            | l'Ametlla del Vallès | masia            | Estil: arquitectura popular                                               | 41° 41′ 49″ N, 2° 14′ 29″ E / 41.69694444°N,2.24126944°E ca:Puigllonell. Polígon 1, parcel·la 25 605 msnm                   | bé integrant del patrimoni cultural català           | Puigllonell                           | Modifica les dades a Wikidata |
|        | el Maset               | l'Ametlla del Vallès | masia            |                                                                           | 41° 39′ 28″ N, 2° 15′ 25″ E / 41.657754690521°N,2.25682364400467°E                                                          |                                                      |                                       | Modifica les dades a Wikidata |
|        | el Trull               | l'Ametlla del Vallès | masia            |                                                                           | 41° 39′ 56″ N, 2° 15′ 50″ E / 41.6654831785093°N,2.2638818538846°E                                                          |                                                      |                                       | Modifica les dades a Wikidata |

## muntanya
| imatge | Nom             | Ubicat a                                                        | instància de | Detalls | coordenades                                                            | Protecció | Commons (més fotos) | Dades a WD                    |
| ------ | --------------- | --------------------------------------------------------------- | ------------ | ------- | ---------------------------------------------------------------------- | --------- | ------------------- | ----------------------------- |
|        | Puiggraciós     | el Figaró-Montmany Bigues i Riells del Fai l'Ametlla del Vallès | muntanya     |         | 41° 42′ 10″ N, 2° 14′ 28″ E / 41.7026698984°N,2.24118699931°E 808 msnm |           | Puiggraciós         | Modifica les dades a Wikidata |
|        | Turó de Puioret | el Figaró-Montmany l'Ametlla del Vallès                         | muntanya     |         | 41° 41′ 47″ N, 2° 14′ 55″ E / 41.69638889°N,2.24875°E 598 msnm         |           | Turó de Puioret     | Modifica les dades a Wikidata |

## polígon industrial
| imatge | Nom                               | Ubicat a             | instància de       | Detalls | coordenades                                                         | Protecció | Commons (més fotos)               | Dades a WD                    |
| ------ | --------------------------------- | -------------------- | ------------------ | ------- | ------------------------------------------------------------------- | --------- | --------------------------------- | ----------------------------- |
|        | Polígon industrial L'Ametlla Park | l'Ametlla del Vallès | polígon industrial |         | 41° 38′ 57″ N, 2° 16′ 17″ E / 41.6490932777091°N,2.2714298996512°E  |           | Polígon industrial L'Ametlla Park | Modifica les dades a Wikidata |
|        | Polígon industrial Montguit       | l'Ametlla del Vallès | polígon industrial |         | 41° 38′ 25″ N, 2° 15′ 49″ E / 41.6403962394472°N,2.26355506272803°E |           |                                   | Modifica les dades a Wikidata |

## pont
| imatge | Nom                                  | Ubicat a             | instància de | Detalls                                                   | coordenades                                                                                            | Protecció | Commons (més fotos) | Dades a WD                    |
| ------ | ------------------------------------ | -------------------- | ------------ | --------------------------------------------------------- | --- | --------- | ------------------- | ----------------------------- |
|        | Pont de Ca l'Arenys                  | l'Ametlla del Vallès | pont         | 20th century Estat: bon estat                             | 41° 40′ 08″ N, 2° 16′ 11″ E / 41.66888°N,2.26967°E ca:Ca l'Arenys 253 msnm                             |           |                     | Modifica les dades a Wikidata |
|        | Pont de Can Moret                    | l'Ametlla del Vallès | pont         | 20th century Estat: bon estat                             | 41° 39′ 48″ N, 2° 14′ 19″ E / 41.66321°N,2.23853°E ca:Can Moret 214 msnm                               |           |                     | Modifica les dades a Wikidata |
|        | Pont de Can Palau                    | l'Ametlla del Vallès | pont         | 20th century Estat: bon estat                             | 41° 39′ 48″ N, 2° 14′ 49″ E / 41.66334°N,2.24702°E ca:Can Palau de la carretera 240 msnm               |           |                     | Modifica les dades a Wikidata |
|        | Pont de Can Plandolit                | l'Ametlla del Vallès | pont         | Estil: arquitectura popular 20th century Estat: bon estat | 41° 38′ 53″ N, 2° 15′ 09″ E / 41.64804°N,2.25256°E ca:Can Plandolit. Polígon 3, parcel·la 116 181 msnm |           |                     | Modifica les dades a Wikidata |
|        | Pont de Can Segimon                  | l'Ametlla del Vallès | pont         | Estil: arquitectura popular 20th century Estat: bon estat | 41° 39′ 59″ N, 2° 13′ 59″ E / 41.66641°N,2.2331°E ca:Can Segimon 196 msnm                              |           |                     | Modifica les dades a Wikidata |
|        | Pont de la Font del Desmai           | l'Ametlla del Vallès | pont         | Estil: arquitectura popular 20th century Estat: bon estat | 41° 40′ 24″ N, 2° 15′ 35″ E / 41.67329°N,2.25964°E ca:Can Diví del Sot 246 msnm                        |           |                     | Modifica les dades a Wikidata |
|        | Pont de la Terrera                   | l'Ametlla del Vallès | pont         | Estil: arquitectura popular 20th century                  | 41° 39′ 53″ N, 2° 15′ 11″ E / 41.6646476550739°N,2.25304476554187°E ca:La Terrera                      |           |                     | Modifica les dades a Wikidata |
|        | Pont-passera del torrent de Can Diví | l'Ametlla del Vallès | pont         | 20th century Estat: bon estat                             | 41° 41′ 59″ N, 2° 14′ 35″ E / 41.69963°N,2.24317°E ca:Can Diví del Sot 221 msnm                        |           |                     | Modifica les dades a Wikidata |
|        | Pontet del torrent de Can Plantada   | l'Ametlla del Vallès | pont         | 1940 Estat: bon estat                                     | 41° 39′ 53″ N, 2° 14′ 00″ E / 41.66486°N,2.23329°E ca:Can Plantada. Polígon 4, parcel·la 9005 201 msnm |           |                     | Modifica les dades a Wikidata |

## serra
| imatge | Nom               | Ubicat a                                | instància de | Detalls | coordenades                                                       | Protecció | Commons (més fotos)              | Dades a WD                    |
| ------ | ----------------- | --------------------------------------- | ------------ | ------- | ----------------------------------------------------------------- | --------- | -------------------------------- | ----------------------------- |
|        | el Serrat         | l'Ametlla del Vallès el Figaró-Montmany | serra        |         | 41° 41′ 35″ N, 2° 14′ 55″ E / 41.69319444°N,2.24858333°E 598 msnm |           | El Serrat (l'Ametlla del Vallès) | Modifica les dades a Wikidata |
|        | serrat de l'Ocata | el Figaró-Montmany l'Ametlla del Vallès | serra        |         | 41° 41′ 57″ N, 2° 14′ 55″ E / 41.6992°N,2.24861°E 808.3 msnm      |           | Serrat de l'Ocata                | Modifica les dades a Wikidata |

## urbanització
| imatge | Nom                    | Ubicat a             | instància de | Detalls                                      | coordenades                                                   | Protecció | Commons (més fotos)                 | Dades a WD                    |
| ------ | ---------------------- | -------------------- | ------------ | -------------------------------------------- | ------------------------------------------------------------- | --------- | ----------------------------------- | ----------------------------- |
|        | Sant Nicolau           | l'Ametlla del Vallès | urbanització | Anomenat per: Sant Nicolau de Puig Castellar | 41° 40′ 39″ N, 2° 15′ 31″ E / 41.677375°N,2.258506°E 350 msnm |           | Sant Nicolau (l'Ametlla del Vallès) | Modifica les dades a Wikidata |
|        | el Serrat de l'Ametlla | l'Ametlla del Vallès | urbanització |                                              | 41° 40′ 17″ N, 2° 13′ 32″ E / 41.67142222°N,2.22548333°E      |           | El Serrat de l'Ametlla              | Modifica les dades a Wikidata |

## Misc
| imatge | Nom                                       | Ubicat a                                       | instància de         | Detalls                           | coordenades                                                                                              | Protecció                                  | Commons (més fotos)                     | Dades a WD                    |
| ------ | ----------------------------------------- | ---------------------------------------------- | -------------------- | --------------------------------- | --- | ------------------------------------------ | --------------------------------------- | ----------------------------- |
|        | Bosc de Can Plandolit                     | l'Ametlla del Vallès                           | bosc                 |                                   | 41° 38′ 59″ N, 2° 15′ 19″ E / 41.64969°N,2.25533°E ca:Can Plandolit                                      |                                            |                                         | Modifica les dades a Wikidata |
|        | Camps de Can Jaumira                      | l'Ametlla del Vallès                           |                      |                                   | 41° 38′ 50″ N, 2° 15′ 38″ E / 41.64728°N,2.26043°E ca:Can Jaumira                                        |                                            |                                         | Modifica les dades a Wikidata |
|        | Can Diví                                  | l'Ametlla del Vallès                           | barri                |                                   | 41° 39′ 29″ N, 2° 15′ 30″ E / 41.65804444°N,2.25838611°E                                                 |                                            |                                         | Modifica les dades a Wikidata |
|        | Carrer Sant Sebastià                      | l'Ametlla del Vallès                           | carrer               |                                   | 41° 40′ 22″ N, 2° 15′ 53″ E / 41.672679°N,2.264615°E                                                     |                                            | Buildings in carrer Sant Sebastià       | Modifica les dades a Wikidata |
|        | Casa Rectoral                             | l'Ametlla del Vallès                           | rectoria             | Estil: arquitectura barroca 1668  | 41° 40′ 27″ N, 2° 15′ 36″ E / 41.674077°N,2.260002°E ca:C/ Mare de Déu de Puiggraciós                    | bé integrant del patrimoni cultural català | Casa Rectoral (l'Ametlla del Vallès)    | Modifica les dades a Wikidata |
|        | Granges Tilmar                            | l'Ametlla del Vallès                           | granja               |                                   | 41° 39′ 18″ N, 2° 16′ 13″ E / 41.6549054500211°N,2.2704156164929°E                                       |                                            |                                         | Modifica les dades a Wikidata |
|        | Sot de Sant Bartomeu                      | Bigues i Riells del Fai l'Ametlla del Vallès   | indret               |                                   | 41° 41′ 42″ N, 2° 14′ 14″ E / 41.69503333°N,2.23712778°E                                                 |                                            |                                         | Modifica les dades a Wikidata |
|        | casa consistorial de L'Ametlla del Vallès | l'Ametlla del Vallès                           | casa consistorial    |                                   | 41° 40′ 10″ N, 2° 15′ 41″ E / 41.6695689°N,2.2614203°E                                                   |                                            | Casa de la Vila de l'Ametlla del Vallès | Modifica les dades a Wikidata |
|        | el Tenes                                  | província de Barcelona Moianès Vallès Oriental | curs d'aigua         | Desemboca: Besòs Llarg: 32.5km    | 41° 44′ 53″ N, 2° 09′ 35″ E / 41.748152°N,2.15967°E 41° 32′ 28″ N, 2° 13′ 49″ E / 41.541249°N,2.230325°E |                                            | El Tenes                                | Modifica les dades a Wikidata |
|        | els Casalots II                           | l'Ametlla del Vallès                           | jaciment arqueològic |                                   | 41° 39′ 35″ N, 2° 16′ 23″ E / 41.659704°N,2.272956°E                                                     | bé integrant del patrimoni cultural català |                                         | Modifica les dades a Wikidata |
|        | poblat ibèric de Puiggraciós              | Bigues i Riells del Fai l'Ametlla del Vallès   | poblat ibèric        | 3rd century BCE Superfície: 1.5ha | 41° 42′ 12″ N, 2° 14′ 30″ E / 41.70326°N,2.24174°E Puiggraciós 795 msnm                                  |                                            | Poblat ibèric de Puiggraciós            | Modifica les dades a Wikidata |